# Bonsai

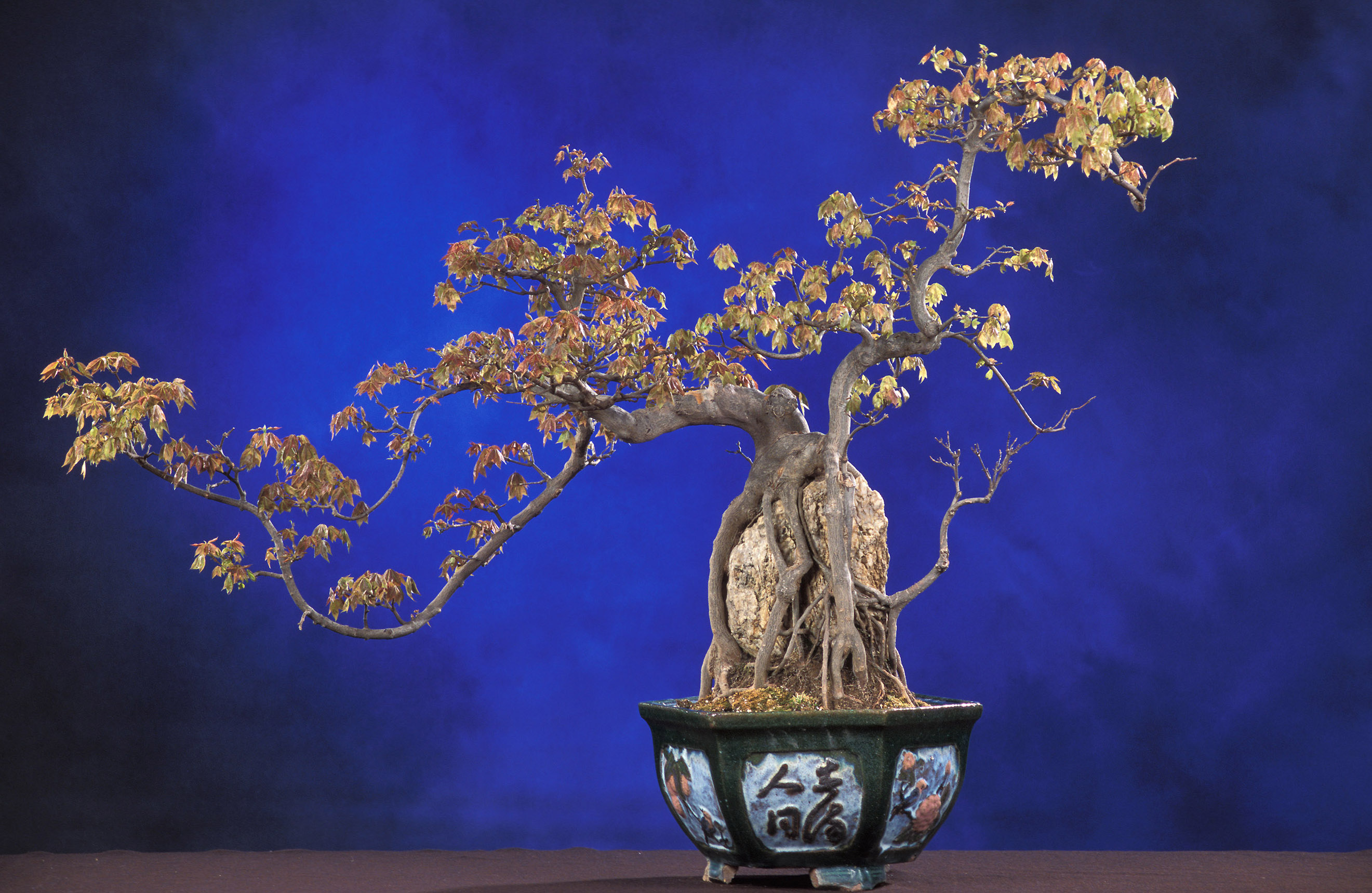
Un arbore bonsai (arțar trident) crescut peste o bucată de rocă.

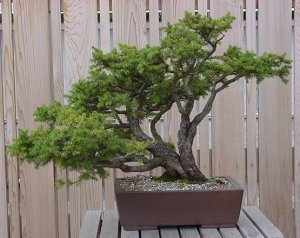
Exemplu de arbore bonsai

Bonsai (în japoneză: 盆栽, însemnând aproximativ "grădinărit în tavă") este arta și știința de a crește plante și arbori miniaturali, prin creșterea acestora forțată în spații mult mai restrânse decât sunt necesare în mod natural dezvoltării lor, prin conducerea și tăierea adecvată a ramurilor și prin hrănire minimală cu apă și îngrășăminte. Arborii cresc astfel într-o formă estetică, care sugerează de cele mai multe ori vârstă înaintată, deși impresia de îmbătrânire nu este falsă deoarece mulți arbori bonsai sunt realmente bătrâni, dar arătând aceasta în forma lor miniaturală.
Este demn de remarcat că străvechea artă și știință penjing, originară din China continentală, este foarte similară, deși a fost menită expunerii arborilor în aer liber. Totodată, penjing este mult mai veche decât arta bonsai-ului, fiind în același timp precursoarea și sursa de inspirație pentru japonezi, respectiv pentru coreeni.
Scopurile bonsaiului sunt, în primul rând, contemplarea pentru privitor și exercitarea plăcută a efortului și ingeniozității pentru cultivator. Spre deosebire de alte practici de cultivare a plantelor, bonsaiul nu este destinat producerii de alimente sau de medicamente. În schimb, practica bonsaiului se concentrează pe cultivarea și modelarea pe termen lung a unuia sau mai multor arbori mici care cresc într-un recipient.

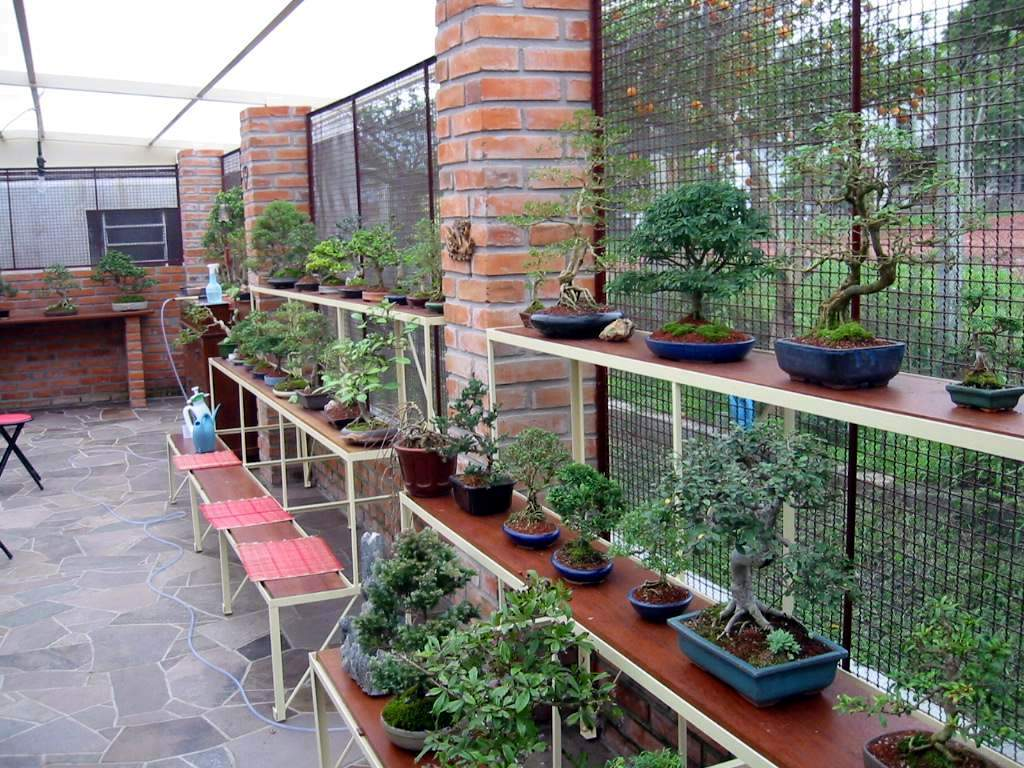
Pepinieră de bonsai

## Istoric
Schițe și desene a unor arbori crescuți în ghivece, având câteodată roci sau alte elemente decorative, aparent fiind utilizați pentru scopuri decorative, au fost descoperite în mormintele Egiptului antic și au fost datate ca fiind mai vechi de 4,000 de ani. Este de asemenea cunoscut că în Asia, caravanele transportau frecvent în vase arbori de diferite specii și dimensiuni. Acești arbori erau surse de chimicale utilizate medicinal de către vindecătorii caravanelor atât pe traseul urmat, cât și în locurile în care caravana oprea.

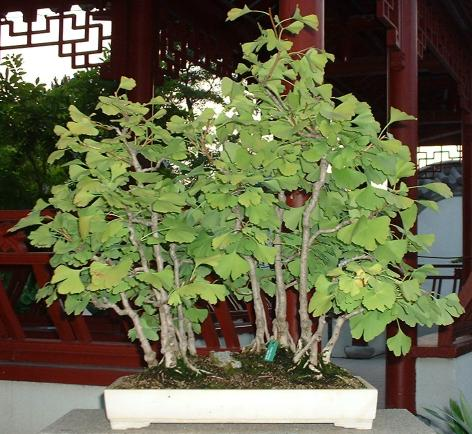
Ginkgo sub formă de penjing în Grădina Botanică din Montreal.

Arta modernă a bonsai-ului este originară din China, fiind veche de cel puțin 2,000 de ani. A fost denumită inițial penzai (盆栽) și a fost scrisă utilizând aceleași sistem de caractere Hanzi, care a generat și caracterele Kanji de mai sus. A fost adus în Japonia de către ambasadorii imperiali japonezi de pe lângă curtea imperială a Chinei, cândva între secolele al 7-lea și al 9-lea. În perioada Kamakura, arbori penjing, care aminteau de perioada Heian, au fost reprezentați în anumite suluri pictate și documente. Ulterior, în perioada Muromachi, peijing s-a dezvoltat în Japonia în direcții diferite.
Întocmai ca în cazul unei grădini japoneze, realizarea și delectarea de a avea un bonsai presupunea simț artistic, care este cunoscut sub numele de "Wabi-sabi". Oricum, plăcerea de a avea acces la un arbore bonsai a fost limitată pentru foarte mult timp doar la membrii unei anumite trepte a ierarhiei sociale, atât în China, dar și în Japonia. În perioada Edo, a devenit posibil ca mulți daimyo, samurai, comercianți, orășeni și alte categorii sociale să aibă privilegiul de a admira sau de a poseda un bonsai. În această epocă de lărgire fundamentală a accesului la bonsai, meserii îngust specializate, precum meșteri olari de vase bonsai, și-au făcut apariția. Se presupune că numele de bonsai a început a fi folosit tot atunci.
Această artă este încă practicată în China de azi, adeseori sub vechiul nume de penjing. Deosebirea dintre arborii/arbuștii bonsai și penjing este că cei cultivați în China tind să fie mai mari, pentru că stilul penjing creează miniaturi care sunt realizați cu scopul de a fi expuși în aer liber.

## Clasificarea arborilor bonsai
Bonsaii au diferite aspecte și personalități așa cum și oamenii au diferite individualități și caractere. Clasificările următoare sunt care se obișnuiesc conform tradiției japoneze.

### Clasificarea după înălțime
- Shito - până la 7,5 cm
- Mame - de la 7,5 cm la 15 cm
- Kotate mochi sau Shohin - de la 15 cm la 30 cm
- Chiu bonsai - de la 30 cm la 60 cm
- Dai bonsai - peste 60 cm

### Clasificarea după numărul de trunchiuri

#### Grupa 1 -- Un singur trunchi
- Chokkan—vertical drept
- Shakkan—înclinat
- Kengai—cascadă
- Bakan—răsucit

##### Grupa 1.a -- Stiluri secundare
- Moyogi—vertical curbat
- Han-kengai—semi-cascadă
- Bunjingi—în formă de literă
- Hokidachi—matură
- Sabarniki—trunchi zgâriat, sfâșiat, rupt în bucăți
- Sharimiki—trunchi ce are doar o linie de viață
- Fukinagashi—bătut de vânt
- Megari—cu rădăcini expuse
- Sekijoju—rădăcini peste piatră
- Ishitsuki—copac pe piatră
- Takozukuri—caracatiță
- Nejikan—parțial răsucit

#### Grupa 2 - mai multe trunchiuri dintr-o singură rădăcină
- Tankan—un singur trunchi
- Sokan—trunchi dublu
- Sankan—trunchi triplu
- Gokan—cinci trunchiuri
- Nanakan—șapte trunchiuri
- Kyukan—peste nouă trunchiuri
- Kabudachi—în general, trunchiuri grupate în jurul unei singure rădăcini
- Korabuki—mai multe trunchiuri diferit aranjate
- Ikadabuchi—stilul plută
- Netsunagari—variație a stilului plută

#### Grupa 3 - trunchiuri multiple/păduri de bonsai
- Soju—doi arbori
- Sambon-yose—trei arbori
- Gohon-yose—cinci arbori
- Nanahon-yose—șapte arbori
- Kyuhon-yose—nouă arbori
- Yse-ue—mai mult de nouă arbori
- Yomamayori—aranjare de arbori copiată din natură
- Tsukami-yose—mai mulți arbori ce pornesc din același loc, neavând o rădăcină comună

#### Grupa 4 - Alte stiluri
- Banyan—rădăcini ce coboară din ramuri
- Sumo/Baobab -
- Perneeff -
- Apex plat -
- Bushvelt -
- Wonderbroom -
- Ficus sălbatic -
- Flacără -
- Plângător -
- Tanuki -

## Școli

### Școala japoneză
Stilul japonez (sau estetica bonsai) în concepție japoneză este centrată pe principiul "cer și pământ" într-un singur vas. Cele două forțe, considerate complementare, apar echilibrate într-un arbore bonsai de calitate, adică shin-zen-bi ori adevăr, esență și frumusețe.
Arborii care sunt subiectele preferate ale școlii japoneze sunt pinul, ulmul, arțarul, wisteria japoneză, jneapănul și laricea, respectiv caisul floral și cireșul floral. Toate aceste plante sunt crescute afară, fiind aduse în tokonoma doar cu ocazia unor evenimente deosebite, mai ales pentru a evoca sezonul de maximă frumusețe a acestor bonsai.

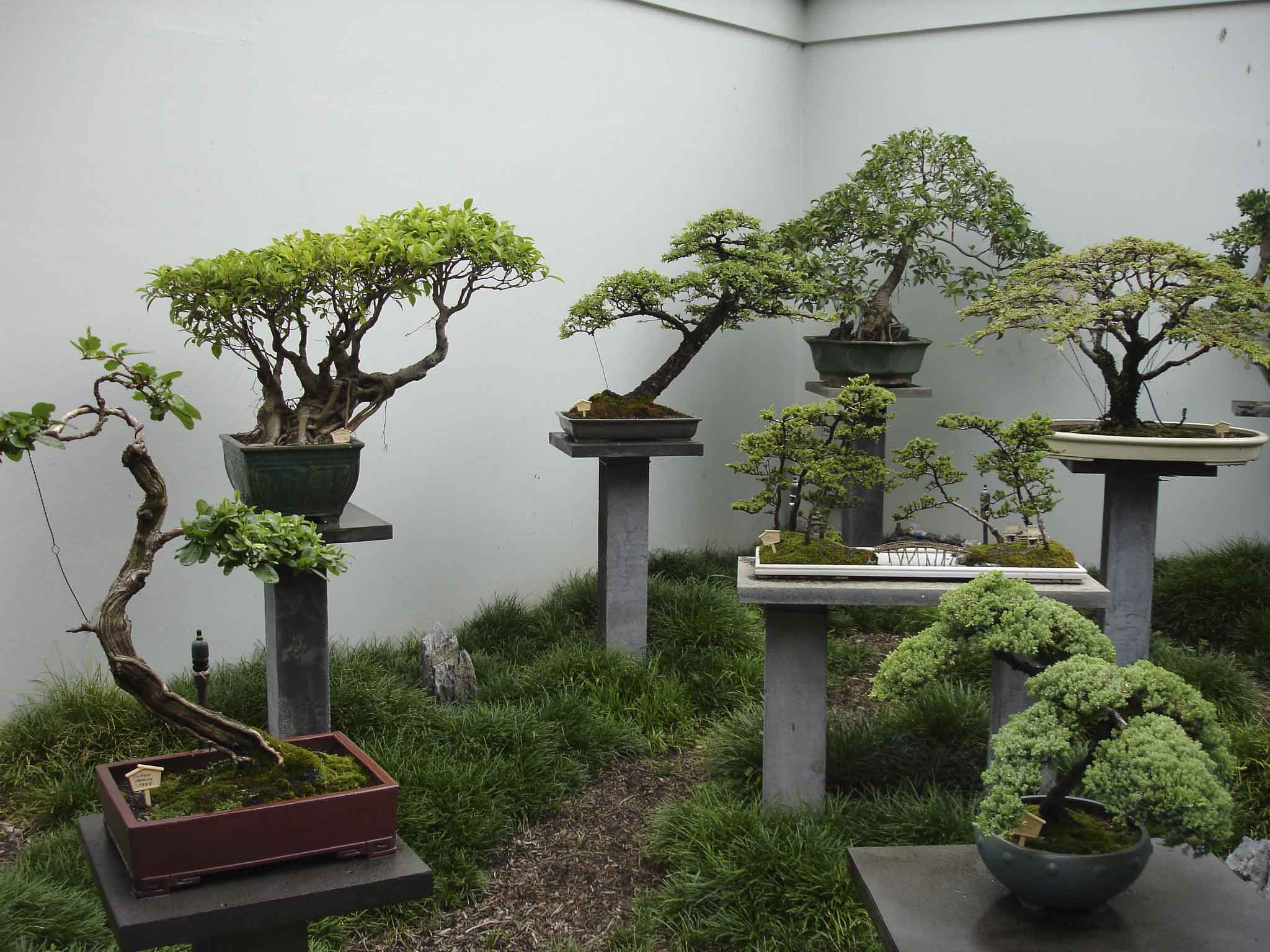
O varietate de stiluri de creștere penjing, Chinese Garden of Sydney, Australia.

Toate plantele bonsai realizate în stil japonez trebuie să releve spiritul esențial al plantei folosite și, indiferent de ocazie, trebuie să redea naturalețe și, în nici un caz, intervenția umană.

### Școala chineză
Conform esteticii chinezești, arborele trebuie să surprindă esența și spiritul naturii prin realizarea de contraste. Filozofic, artistul chinez este influențat de principiul Dào, mai exact de dualismul Yin și Yang, conceptul conform căruia Universul ar fi guvernat doar de două forțe primare opuse, dar complementare.
Inspirația școlii chineze vine nu doar de la natură, dar este influențată și de literatură, poezie și de artele vizuale, folosind concepte estetice similare principiilor filozofiei dualismelor. La nivelul artistic cel mai înalt, valoarea penjing este perfect similară cu valorile poeziei, caligrafiei, picturii și artei grădinăritului.

## Expoziții Bonsai

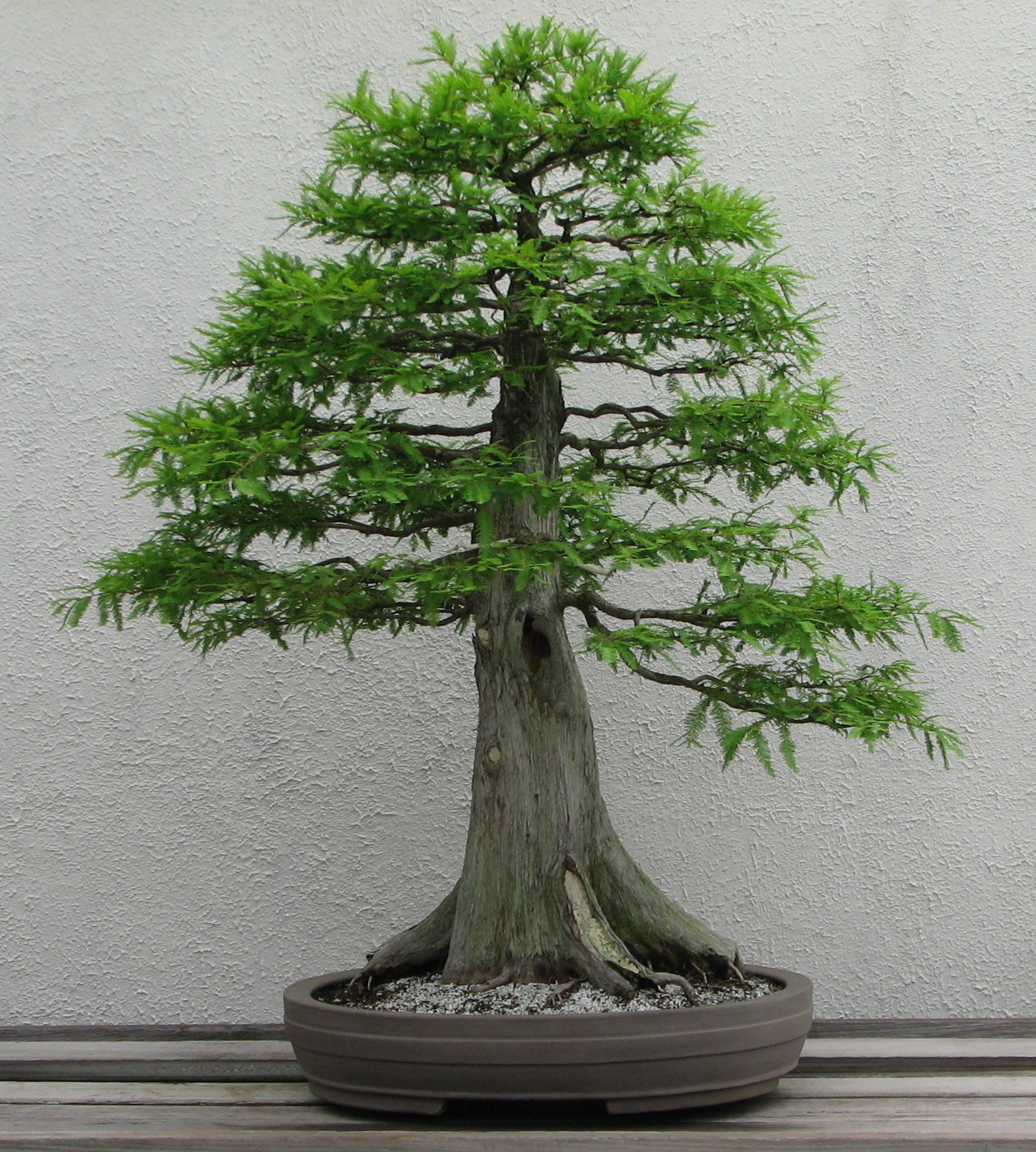
Stilul formal în poziție verticală Ciprișor Bald

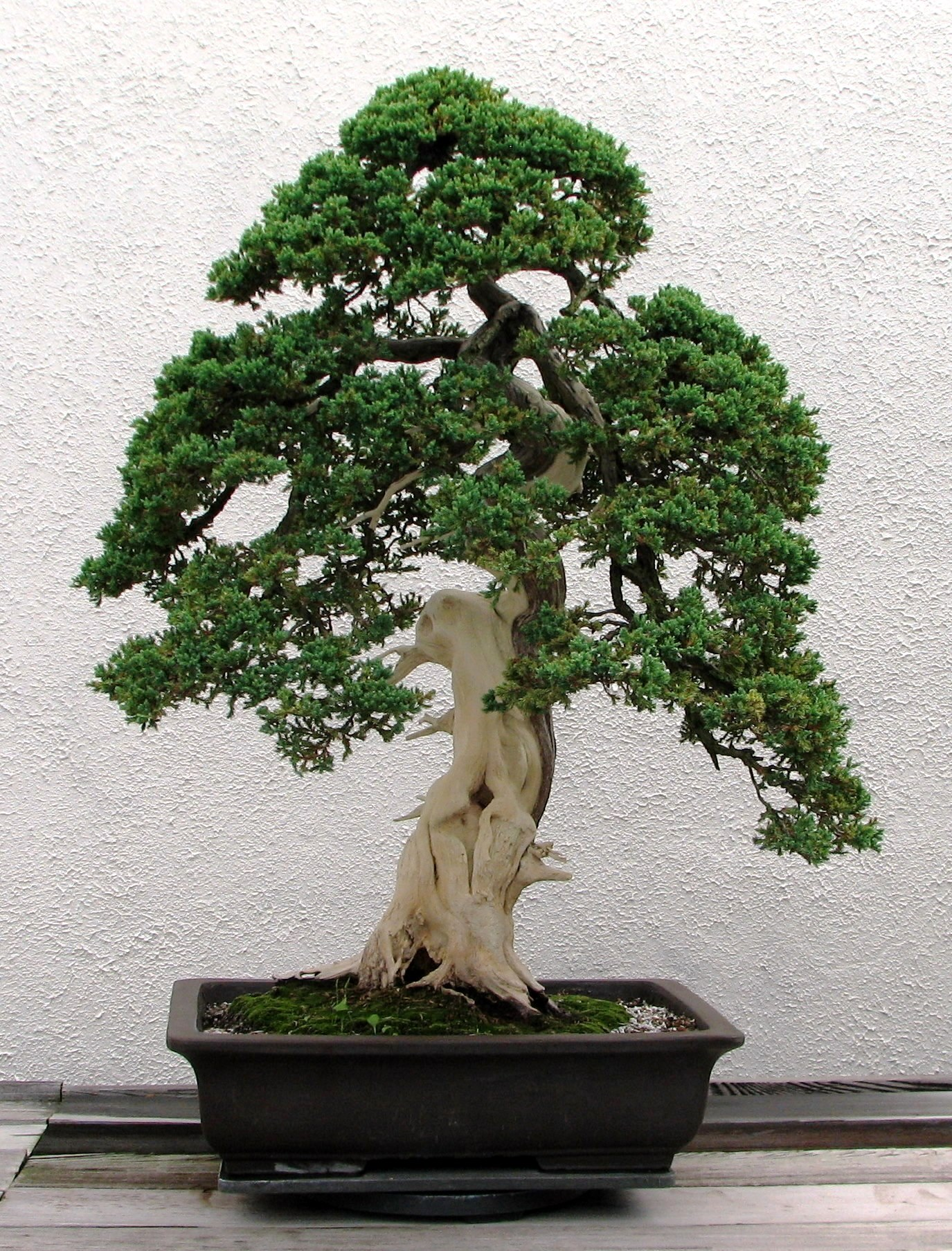
Informal în stil vertical Juniper

Există expoziții, spectacole și concursuri dedicate bonsaiului în întreaga lume, însă există un consens că cele mai bune exemplare se găsesc în Japonia. Japonia are mai multe muzee private și publice dedicate bonsaiului, cum ar fi Grădina de Bonsai Shunka-en din Tokyo și Muzeul de Bonsai Omiya din Saitama.
În Statele Unite există două muzee dedicate bonsaiului, National Bonsai & Penjing Museum din cadrul National Arboretum din Washington DC și Pacific Bonsai Museum din apropiere de Tacoma, WA.
Pentru profesioniștii în bonsai, cea mai importantă competiție din Japonia este Nippon Bonsai Sakufuten, organizată de Asociația Cooperativă Japoneză de Bonsai. Competiția are loc în luna decembrie a fiecărui an, iar premiul cel mare este Premiul Primului Ministru, care a fost acordat lui Hiroaki Suzuki în 2022 pentru un ienupăr Shimpaku.

## Cultivare
Un bonsai nu este genetic o plantă pitică, ci este o plantă normală, arbore, care prin limitarea spațiului de "locuit", dublată de o atentă tăiere a rădăcinilor și ramurilor, la care se adaugă o anumită conducere a creșterii plantei devine un exemplar pitic al speciei. Este de remarcat că orice bonsai nu este mai puțin sănătos sau activ ca exemplarele similare crescute liber în natură. O dovadă simplă de "normalitate" este proporția florilor unui bonsai. Dimensiunile florilor unui arbore sau arbust bonsai (la fel ca ale celor penjing) sunt întotdeauna "normale", deoarece în ciuda miniaturizării trunchiului, ramurilor și frunzelor unui bonsai, florile nu pot fi pitice.